# 柳生烈堂
柳生 烈堂（やぎゅう れつどう）は、劇画『子連れ狼』の登場人物。主人公・拝一刀の宿敵。名は義仙。烈堂は号である。

## 概要
裏柳生の総帥、江戸幕府総目付、公儀刺客人の総帥として、全国各地の藩に「草」と呼ばれる密偵を配し、諸大名が幕府に叛意を抱かぬように監視している。仮に、特定の大名に不穏な動きや、幕政を実行する上での不都合があれば、一族・一門の剣客若しくは「草」を用いてその大名を抹殺する。この物語が始まった時点で既に公儀探索人たる黒鍬衆も実質上、彼の支配下に置かれている。また、公方からも親しみを込めて爺と呼ばれるほど深く信頼されており、それ故に幕閣及び諸侯からは陰の実力者として恐れられている。
作品中の一刀の言葉によれば、烈堂は柳生宗矩の子で実在した僧の列堂義仙と同一人物として描かれている。このことからすれば、子連れ狼は、徳川綱吉の時代の前後を舞台とすることになるが、作品中に徳川家治及び徳川家斉の時代と思われる人物が登場する等の点があり、時代設定は特定されていない。

### 拝一刀との戦い
そもそも、烈堂が一刀と相争う原因になったのは、公儀介錯人の地位をめぐって行われた、御前試合である。
この御前試合で、烈堂の子・柳生軍兵衛は一刀に敗れ、介錯人の地位は一刀のものとなる。これを恨んだ烈堂は、策略をもって一刀の妻・薊をはじめとする拝一族を殺害し、さらに一刀とその子、大五郎の殺害をも謀る。しかし、拝親子は江戸を脱出した後に刺客「子連れ狼」として、全国を流浪しながら柳生一族への復讐を図る。
これに対して烈堂は、「草」や軍兵衛をはじめとする自らの5人の子女を使い、さらには自らも戦いに赴いて拝親子を抹殺しようとするが、ことごとく失敗。「草」は壊滅し、烈堂の子供たちはみな、復讐鬼と化した一刀の手にかかり、烈堂自身もまた片目を失うことになる。

### 八丁河岸の決闘
一刀が再び江戸に入ると、阿部頼母による妨害等を経た後、烈堂は八丁河岸で一刀と雌雄を決すべく最後の決闘を行う。決闘を前に、“草”の生き残りたちは策を用いて一刀の愛刀「胴太貫」に瑕疵を刻み、その後に一刀を襲撃し胴太貫を折り重傷を負わせるが、この戦いで“草”は全滅する。決闘では、烈堂と一刀は互角の勝負を繰り広げるが、一刀はついに力尽き倒れてしまう。
ようやく一刀を倒した烈堂であったが、大五郎の向けた槍には自ら身を挺して無抵抗のまま刺され、大五郎をひしと抱きしめたままこの物語は終わりを告げる。その時、大五郎に向けて「おお・・、わが孫よ」という言葉を残す。
なお『新・子連れ狼』の冒頭ではこの続きが描かれ、大五郎を地面に降ろした烈堂は、腹に刺さった槍を引き抜き、そのまま絶命した。

## 烈堂の子女
- 柳生兵庫（萬屋版第一部では、甥の設定）
- 柳生蔵人
- 柳生軍兵衛
- 出淵庄兵衛
- 出淵鞘香
- 柳生無畏(そして - 子連れ狼 刺客の子に登場。柳生蔵人の双子の弟)

## 烈堂のモデル
烈堂のモデルとなった柳生家出身の禅僧、列堂和尚義仙については、列堂義仙を参照。